# Nauczyciel kontraktowy
Nauczyciel kontraktowy – dawniej w Polsce nauczyciel, który uzyskał decyzję administracyjną o nadaniu mu stopnia nauczyciela kontraktowego w systemie awansu zawodowego nauczycieli i był zatrudniony w systemie oświaty. Był to wyższy stopień awansu zawodowego niż stopień nauczyciela stażysty i stopień niższy niż stopień nauczyciela mianowanego.

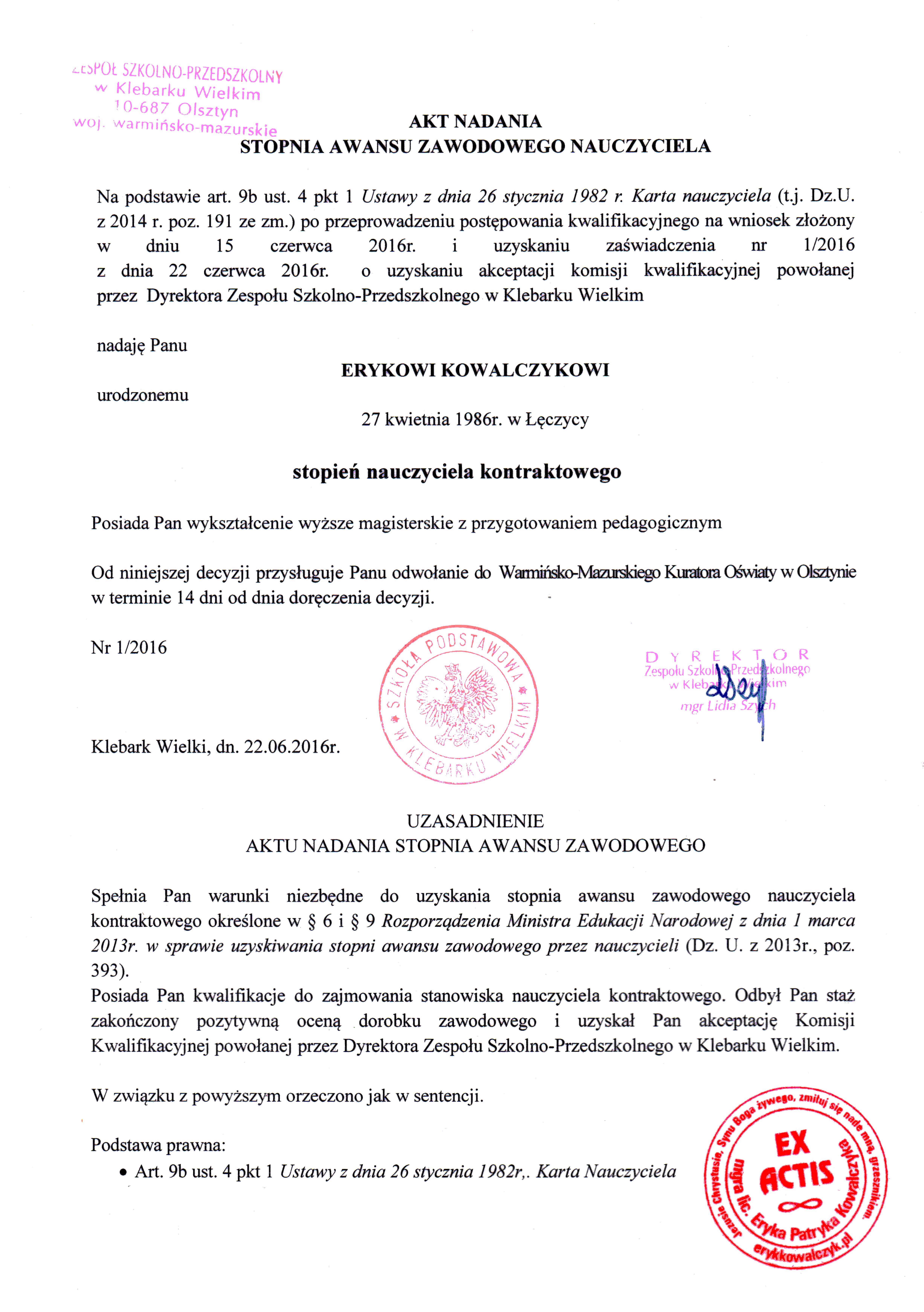
Akt nadania stopnia awansu zawodowego nauczyciela kontraktowego.

Przepisy dotyczące nauczyciela kontraktowego zawierała ustawa z dnia 26 stycznia 1982 r. – Karta Nauczyciela oraz rozporządzenie Ministra Edukacji Narodowej z dnia 26 lipca 2018 r. w sprawie uzyskiwania stopni awansu zawodowego przez nauczycieli.

## Nabycie statusu
Kryteriami nabycia statusu było posiadanie statusu nauczyciela stażysty oraz odbycie trwającego 9 miesięcy stażu pracy w szkole zakończonego uzyskaniem akceptacji komisji kwalifikacyjnej po przeprowadzonej rozmowie.
Z chwilą zatrudnienia w szkole nauczyciel nieposiadający żadnego stopnia awansu zawodowego stawał się nauczycielem stażystą. W celu uzyskania przez niego statusu nauczyciela kontraktowego podejmowano następujące czynności:
- dyrektor szkoły przydzielła nauczycielowi stażyście opiekuna wybranego spośród nauczycieli mianowanych i dyplomowanych zatrudnionych w danej szkole (art. 9c ust. 4),
- nauczyciel stażysta opracowywał plan własnego rozwoju zawodowego,
- dyrektor szkoły zatwierdzał plan rozwoju zawodowego nauczyciela stażysty,
- po wdrożeniu planu rozwoju zawodowego nauczyciela stażysty sporządzał on sprawozdanie z jego realizacji,
- opiekun nauczyciela stażysty sporządzał projekt oceny dorobku zawodowego tego nauczyciela,
- dyrektor szkoły dokonywał oceny nauczyciela stażysty (w przypadku oceny negatywnej nauczyciel stażysta mógł się od niej odwołać do organu prowadzącego szkołę lub złożyć wniosek o dodatkowy 9-miesięczny staż),
- po otrzymaniu pozytywnej oceny od dyrektora szkoły nauczyciel stażysta składał wniosek o podjęcie postępowania kwalifikacyjnego w kierunku uzyskania stopnia nauczyciela kontraktowego,
- komisja kwalifikacyjna przeprowadzała z nauczycielem stażystą rozmowę kwalifikacyjną[1]
- w przypadku uzyskania przez nauczyciela stażystę akceptacji komisji kwalifikacyjnej dyrektor szkoły nadawał mu stopień nauczyciela kontraktowego; w przypadku braku takiej akceptacji wnioskował o ponowny 9-miesięczny staż[7].

## Uzyskanie wyższego stopnia awansu
Nauczyciel kontraktowy mógł rozpocząć procedurę uzyskania stopnia nauczyciela mianowanego po upływie 2 lat pracy w charakterze nauczyciela kontraktowego (tzw. przerwa międzystażowa).